# Arkæisk
Arkæisk har sin oprindelse i det græske ord archaios som kan oversættes til "gammel". Ordet anvendes om noget der er oldtids-, fortids-, old- eller gammeldags. 
Som eksempel kan nævnes geologiske dannelser, i forhistorisk tid.
Se også arkaisk.
| Sprog | Spire Denne artikel om sprog er en spire som bør udbygges. Du er velkommen til at hjælpe Wikipedia ved at udvide den. |